# Cantó de Nalhós
El cantó de Nalhós és un cantó francès del departament de l'Alta Garona, a la regió d'Occitània. Està enquadrat al districte de Tolosa i té 10 municipis i el cap cantonal és Nalhós.

## Comuns
| - Nalhós - Calmont - Sent Lon - Montjard - Auranha | - Gibel - Malvesin - Canhac - Sèira - Monestròl |